# Gersheden
Gersheden är en bebyggelse strax söder om Munkfors vid riksväg 62 och väster om Klarälven i Ransäters socken i Munkfors kommun. Mellan 2015 och 2020 avgränsade SCB här en småort.